# Lugaluixumgal
Lugaluixumgal o Lugal-ušumgal va ser el primer rei de la segona dinastia de Lagaix a Sumer potser als anys 2230 aC i 2210 aC. Era patesi (gran sacerdot i governador) de Xirpurla (Lagaix), i contemporani de Sargon d'Accad i de Naram-Sin i el seu successor Xar-Kali-Xarri. Se l'anomena com a "escrivà" (idpiru) i servidor o "esclau", indicant clarament que era dependent encara d'Accad en temps de Naram-Sin i era només un funcionari de l'imperi.
Dues inscripcions l'esmenten; en una d'elles es diu "Sargon el poderós rei d'Accad; Lugaluixumgal, patesi de Xirpurla, el seu servidor"; i a l'altra: "Naram-Sin el poderós rei d'Accad i dels quatre cantons del món, Lugaluixumgal, l'escrivà, patesi de Xirpurla, el seu servidor". Això indica una posició de clara supeditació, que va conservar d'un regnat a l'altra. El va succeir Puzurmama, que va aconseguir independitzar-se de Xar-Kali-Xarri.